# الحزب الديمقراطي الحر (سويسرا)
الحزب الديمقراطي الحر (بالألمانية Freisinnig-Demokratische Partei) كان حزباً سياسياً ليبرالياً في سويسرا.
اندمج في 1 يناير 2009 مع الحزب الليبرالي السويسري ليكونا الحزب الليبرالي الراديكالي السويسري.